# Mihailo Petrović (futbolista)
Mihailo Petrović (en serbio: Mихaилo Пeтpoвић, nacido en Loznica el 18 de octubre de 1957) es un exfutbolista y actual entrenador serbio. Jugaba de centrocampista y su último club fue el Sturm Graz de Austria. Que recientemente dirigió a Hokkaido Consadole Sapporo de J1 League.

## Trayectoria

### Clubes como futbolista
| Club                      | País      | Año         |
| ------------------------- | --------- | ----------- |
| Rad Belgrado (préstamo)   | Serbia    | 1974 - 1976 |
| Estrella Roja de Belgrado | Serbia    | 1977 - 1979 |
| Olimpija Ljubljana        | Eslovenia | 1979 - 1984 |
| Dinamo Zagreb             | Croacia   | 1984 - 1985 |
| Sturm Graz                | Austria   | 1985 - 1993 |

### Clubes como entrenador
| Club                       | País      | Año         |
| -------------------------- | --------- | ----------- |
| SV Pöllau                  | Austria   | 1993 - 1996 |
| Sturm Graz Amateur         | Austria   | 1996 - 1998 |
| Primorje Ajdovščina        | Eslovenia | 1998 - 1999 |
| Domžale                    | Eslovenia | 1999 - 2001 |
| Primorje Ajdovščina        | Eslovenia | 2001 - 2002 |
| Olimpija Ljubljana         | Eslovenia | 2002 - 2003 |
| Sturm Graz                 | Austria   | 2003 - 2006 |
| Sanfrecce Hiroshima        | Japón     | 2006 - 2011 |
| Urawa Red Diamonds         | Japón     | 2012 - 2017 |
| Hokkaido Consadole Sapporo | Japón     | 2018 - 2024 |

## Palmarés

### Como entrenador

#### Títulos nacionales  e internacionales
| Título             | Club                | País  | Año  |
| ------------------ | ------------------- | ----- | ---- |
| Supercopa de Japón | Sanfrecce Hiroshima | Japón | 2008 |
| J2 League          | Sanfrecce Hiroshima | Japón | 2008 |
| Copa J. League     | Urawa Red Diamonds  | Japón | 2016 |
| Copa Suruga Bank   | Urawa Red Diamonds  | Japón | 2017 |